# Smogornia
Der Smogornia (Mittagsberg, tschech. Stříbrný hřbet) ist ein Berg im östlichen Teil des Riesengebirge-Hauptkamms. Er liegt an der tschechisch-polnischen Grenze, ca. 6 km nordöstlich von Spindlermühle (tschech. Špindlerův Mlýn, poln. Szpindlerowy Młyn) und 6 km westsüdwestlich von Karpacz (Krummhübel).
Mit einer Höhe von 1489 Meter über dem Meeresspiegel ist es der sechsthöchste Eintausender in Tschechien.

## Lage

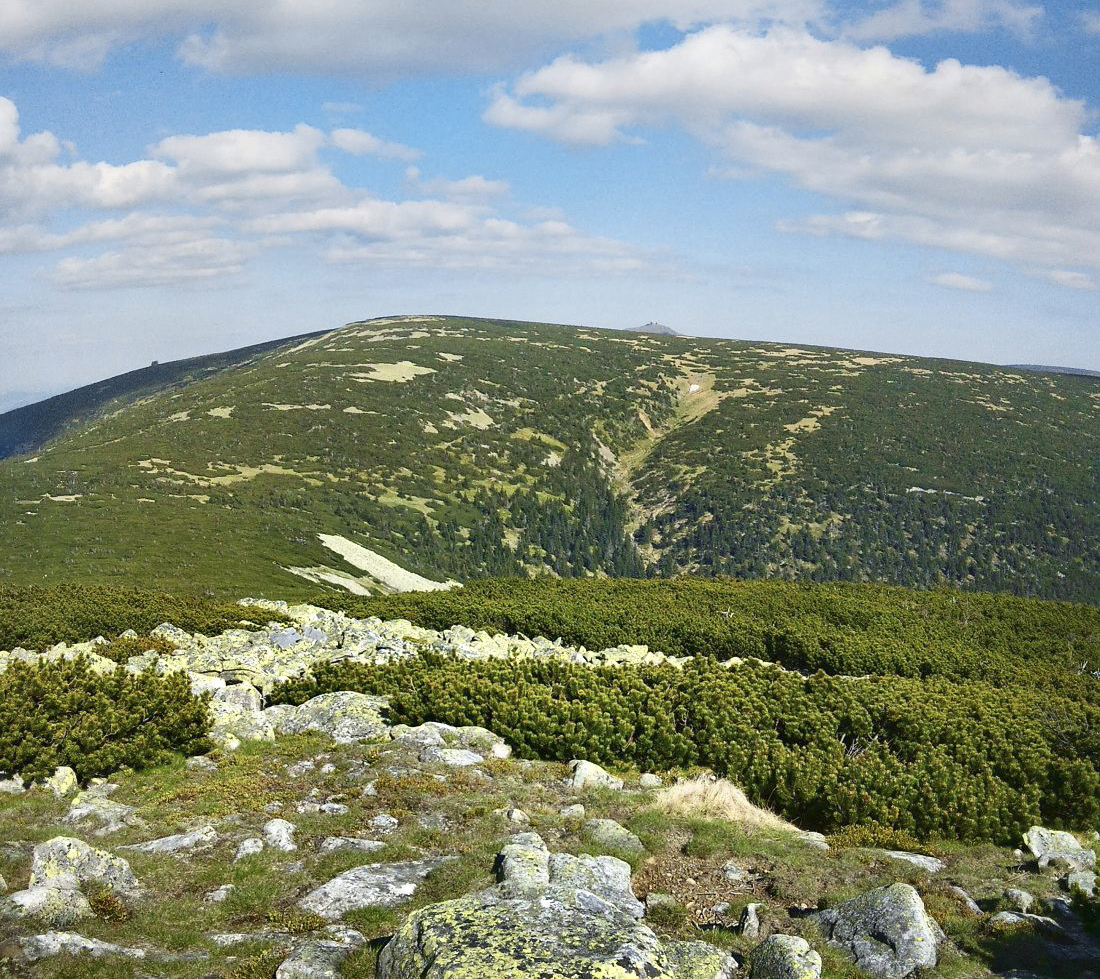
Blick von der Kleinen Sturmhaube

Die Hänge des Smogornia sind bis auf den Ost-Hang nicht sehr steil, fast gänzlich entwaldet und von Latschenkiefern bedeckt. Auf der nördlichen polnischen Seite, der Lawinenbahn, finden sich zwei Gletscherkare mit 200 Meter steil aufragenden Felsen. Zu beiden Karen gehören Karseen, Maly Staw (Kleiner Teich) im östlichen und Wielki Staw (Großer Teich) im nördlichen Kar, wo die 1946 abgebrannte Prinz-Heinrich-Baude stand.
Die Gipfelfläche ist sehr flach und mit wackeligen, kniehohen Gesteinsbrocken aus Granit bedeckt und darf aus Naturschutzgründen nicht betreten werden. 300 Meter nördlich vom Gipfel führen der Sudeten-Hauptwanderweg (Główny Szlak Sudecki) und der Weg der polnisch-tschechischen Freundschaft (Kammweg) entlang.

Am Südhang setzt sich das Geröllfeld, wie es auf dem Gipfelplateau zu finden ist fort. Am Südwest-Hang führt der Wanderweg Luční bouda (Wiesenbaude) – Špindlerova bouda (Spindlerbaude), der im Winter als Skiloipe genutzt wird.

### Nahegelegene Gipfel
|                   |            |             |
| Kleine Sturmhaube | Kompass    | Czoło       |
| Kozí hřbety       | Luční hora | Růžová hora |

## Name
„Srebrny Upłaz“ ist ein weiterer polnischer Namen und enthält wie im Tschechischen das Wort für Silber (střibro), das hier bergbaulich gewonnen wurde. Beide Bezeichnungen haben auch nahezu die gleiche Bedeutung, nämlich Silberrücken bzw. Silberkamm. Der deutsche Name weist den Smogornia hingegen als Berg aus, über dem zur Mittagszeit die Sonne steht, was sowohl von böhmischer als auch von schlesischer Seite zu beobachten ist.

## Naturschutz
Der Smogornia liegt auf dem Gebiet von zwei Nationalparks. In Polen im Karkonoski Park Narodowy (KPN) und in Tschechien im Krkonošský národní park (KRNAP).

## Umgebung
- Słonecznik (wörtlich Sonnenblume) (Mittagstein, tschech. Polední kámen), ein 12 Meter hoher Granitfelsen, nordöstlich vom Gipfel, am Tschechisch-Polnischen Freundschaftsweg ist die bekannteste Felsformation auf der polnischen Seite der Berge.
- Die Felsengruppe Pielgrzymy (Dreisteine) bestehend aus drei riesigen Granitfelsen, deren größter 25 Meter hoch ist.
- Luční bouda (Wiesenbaude) mit dem Baujahr 1623/1625 die älteste Baude im Riesengebirge.
- Das Tal der Bílé Labe (Weißwasser, wörtlich übersetzt Weiße Elbe), das zwischen dem Smogornia-Südhang und dem Ziegenrücken (tschech. Kozí hřbety) eingeschnitten ist.

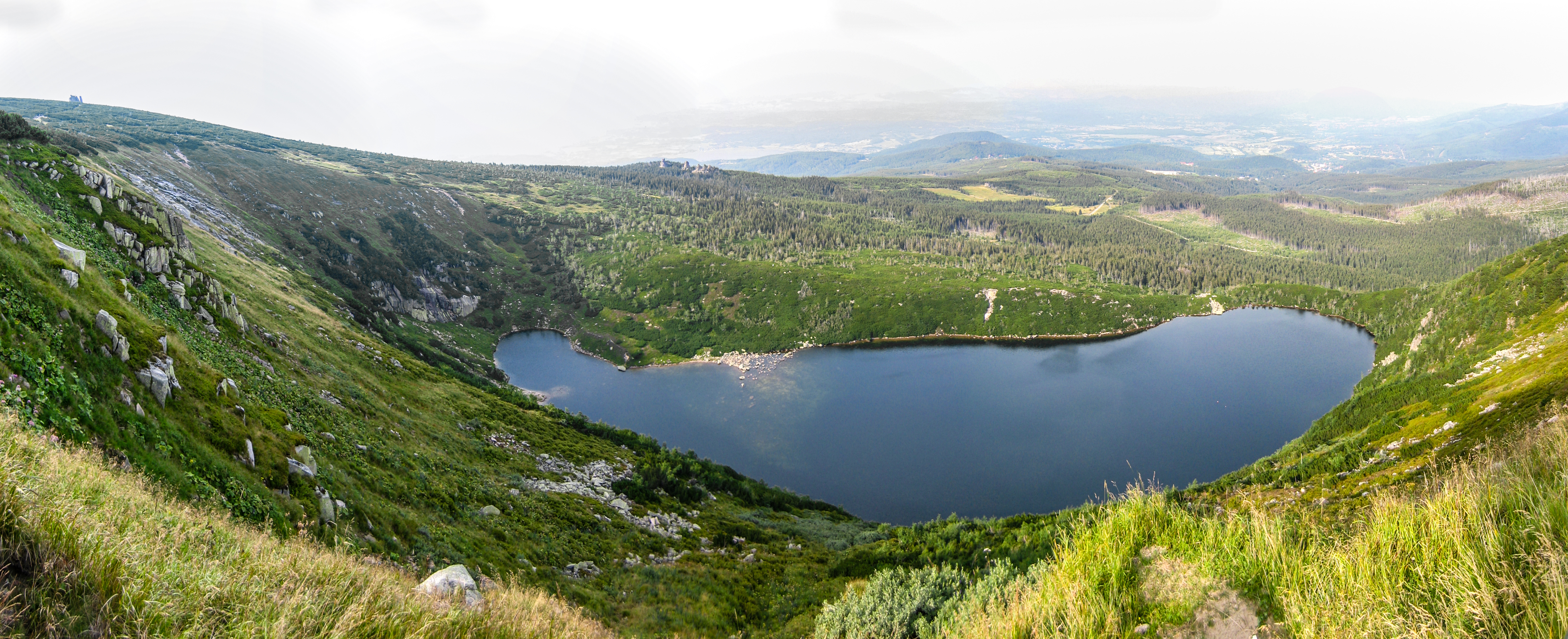
Wielki Staw (Großer Teich)
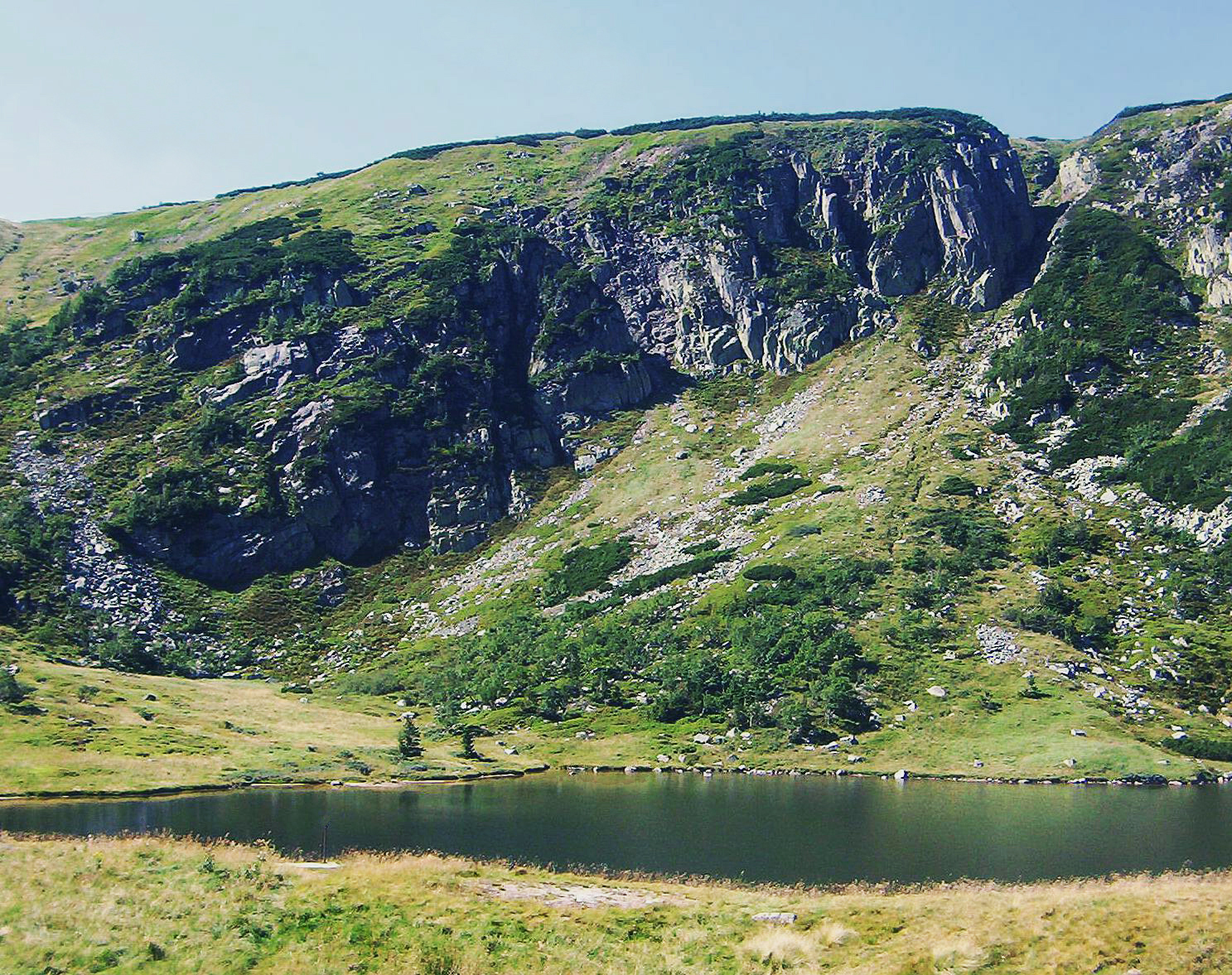
Maly Staw (Kleiner Teich)
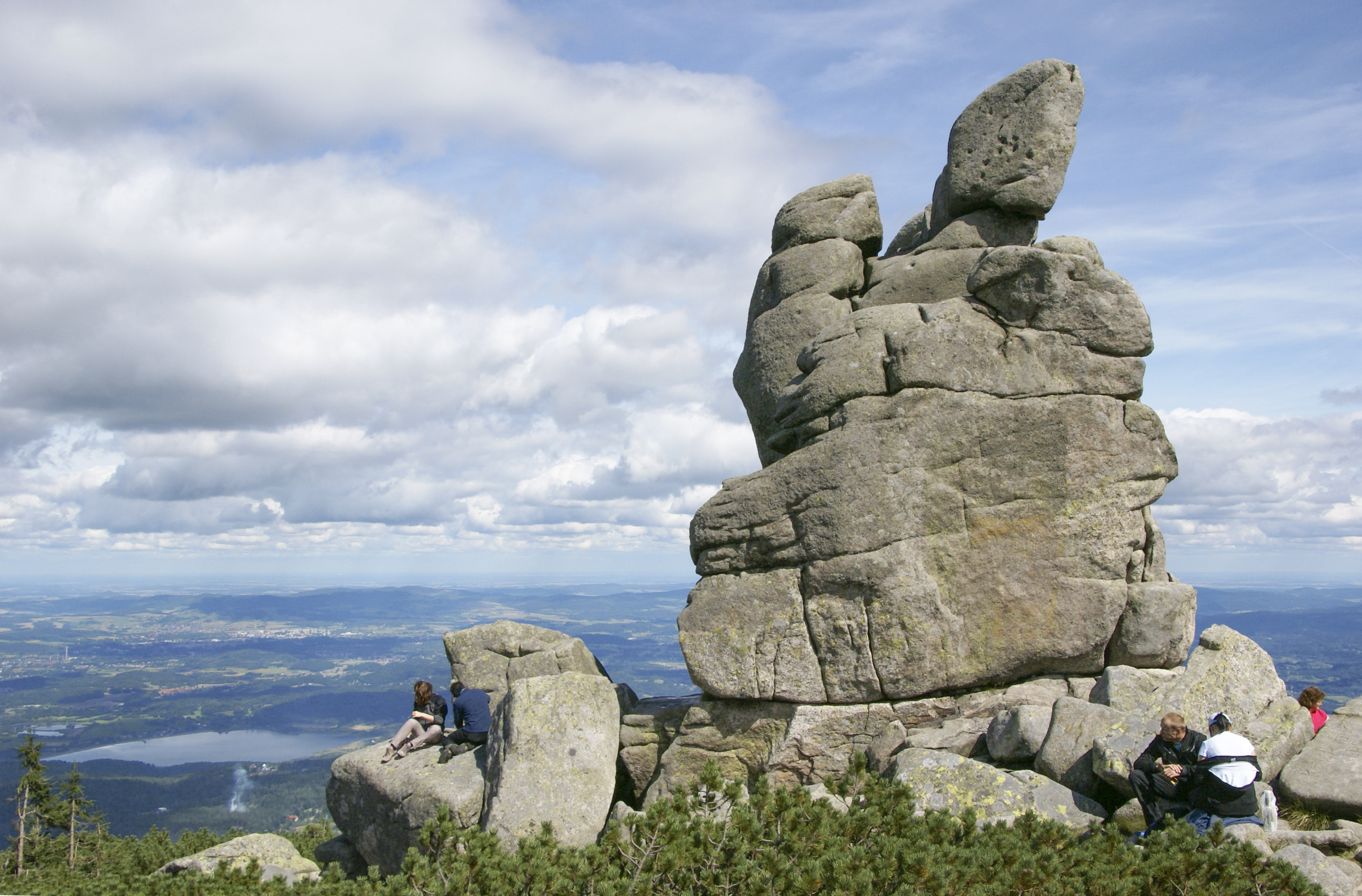
Słonecznik (Mittagstein)
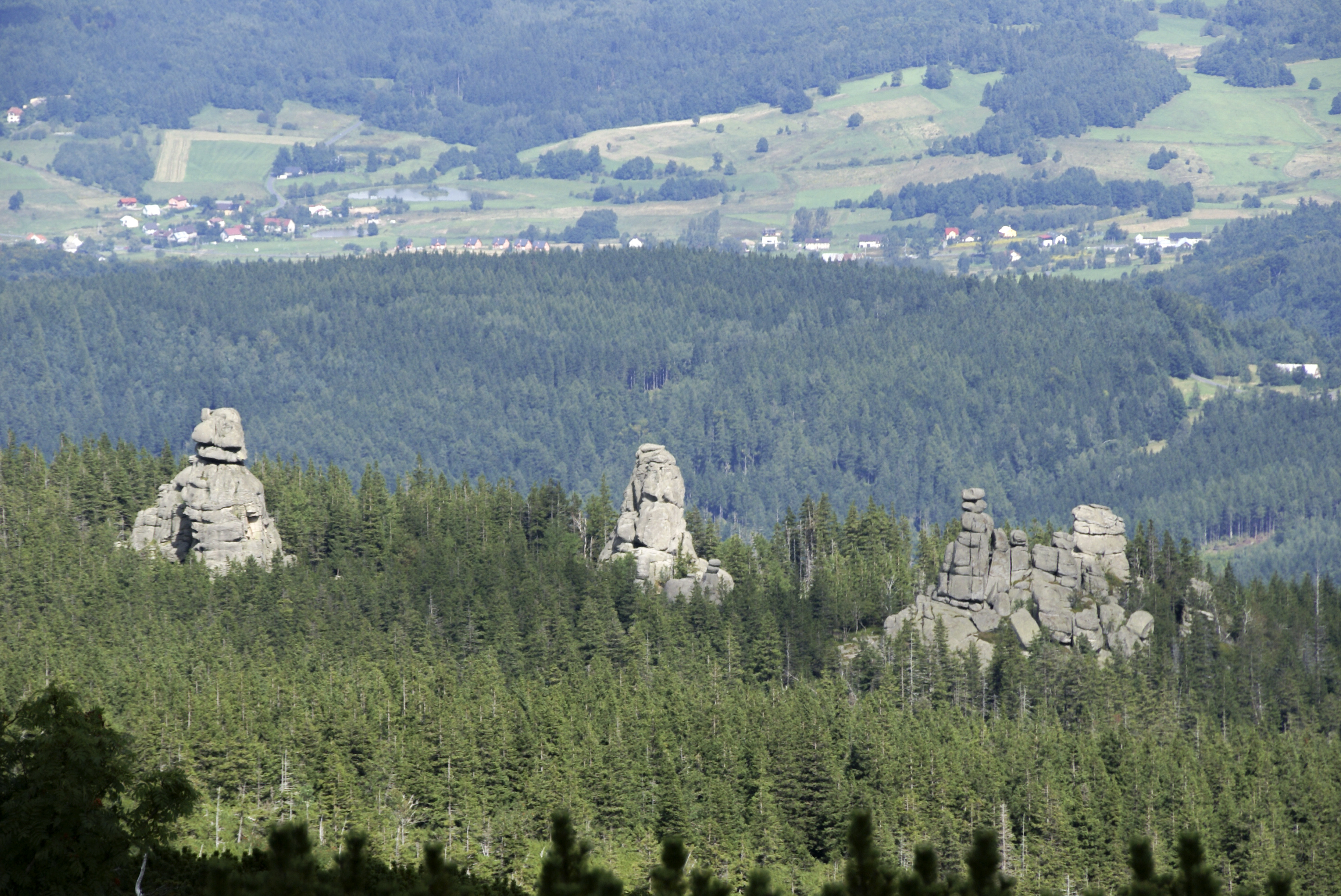
Pielgrzymy (Dreisteine)
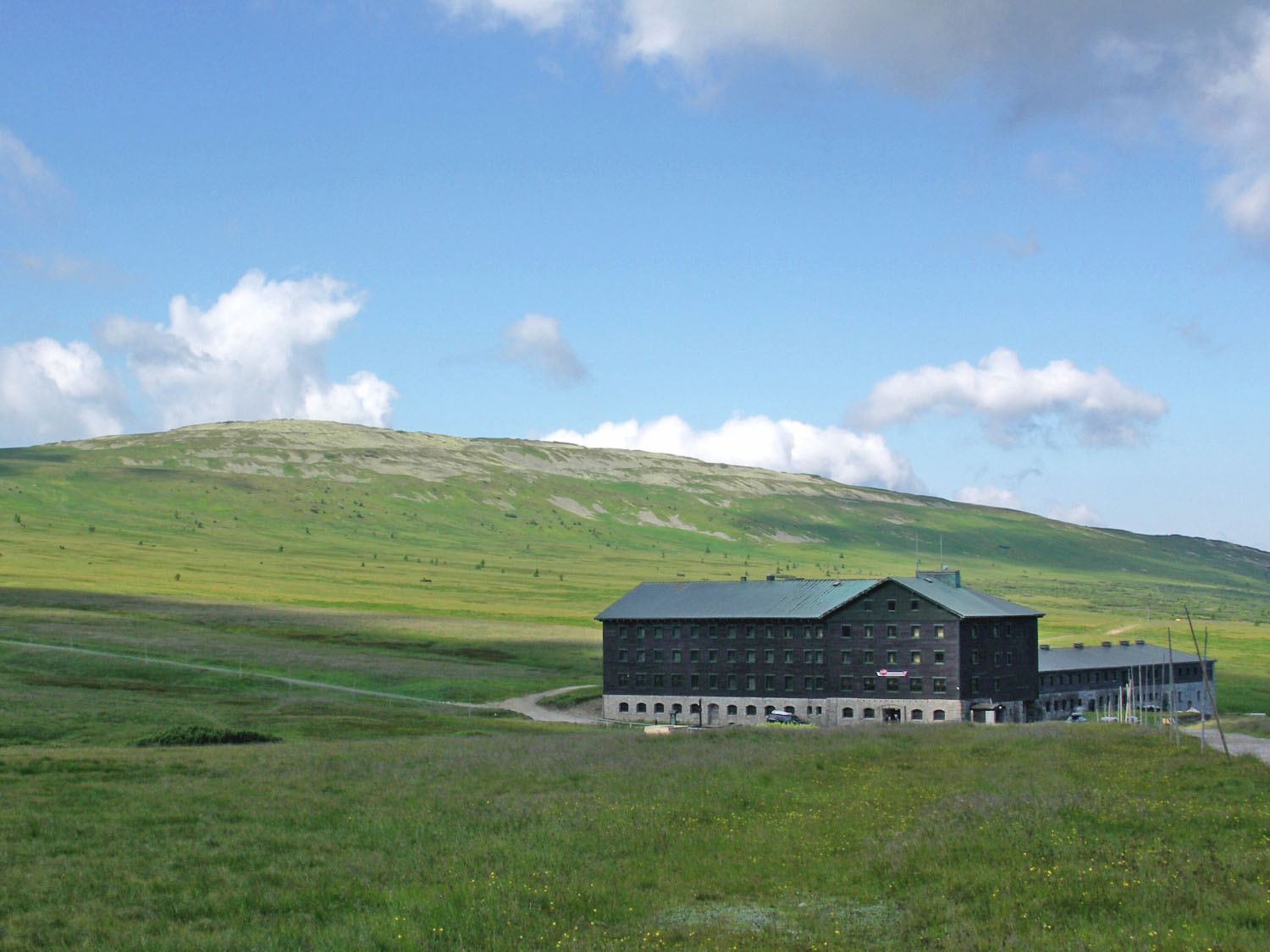
Luční bouda (Wiesenbaude)
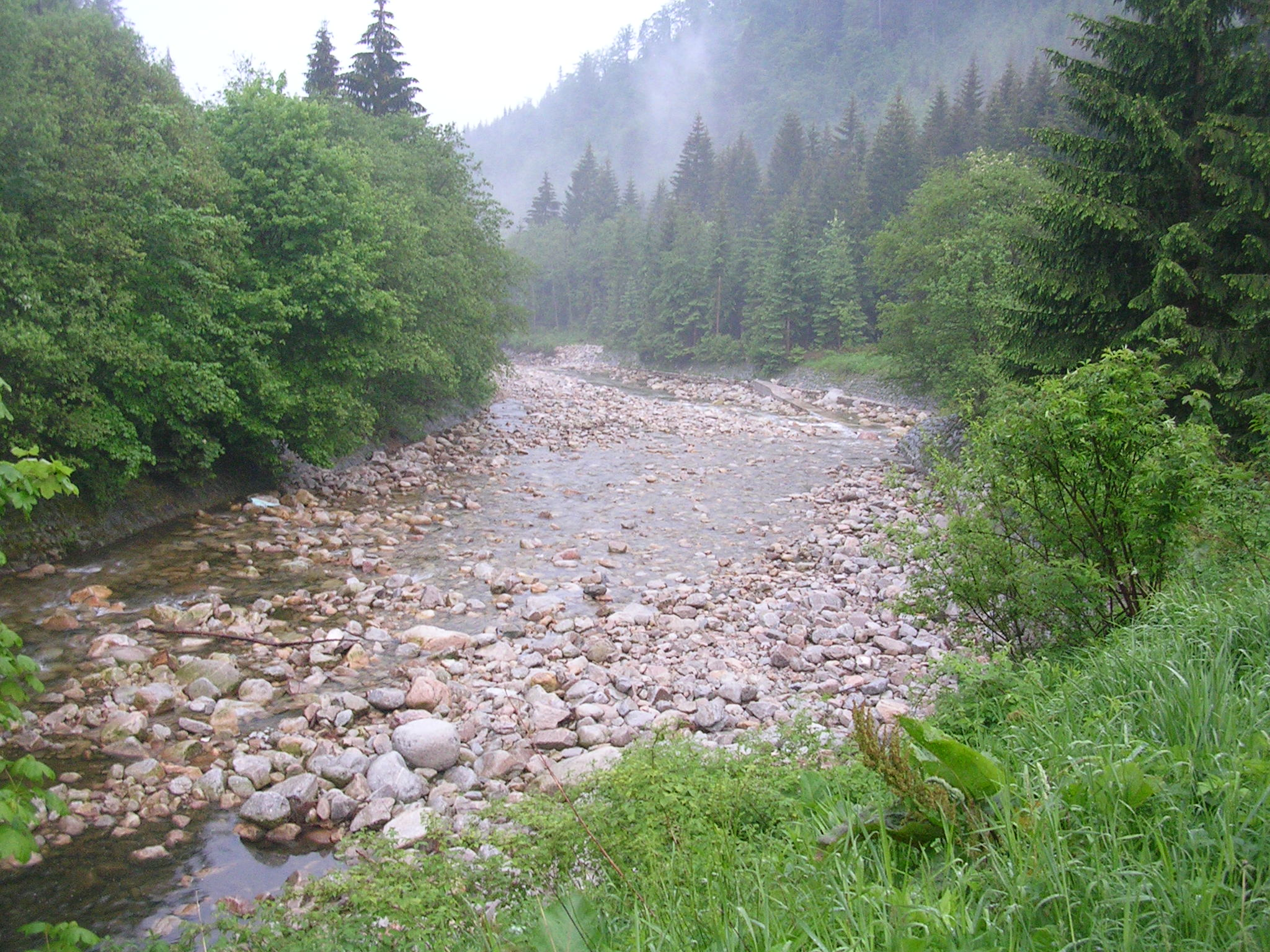
Tal der Bílé Labe (Weißwassertal)